# The Other Ones (Rockband)
The Other Ones war eine amerikanische Rockband, welche 1998 von den verbliebenen Grateful-Dead-Mitgliedern Phil Lesh, Bob Weir, Mickey Hart und dem gelegentlichen Mitglied Bruce Hornsby gegründet wurde. Benannt wurde die Band nach einem Lied von Grateful Dead.

## Bandgeschichte
Nachdem Jerry García, der Bandleader von Grateful Dead, am 9. August 1995 gestorben war, wurde die Band am 9. Dezember des Jahres offiziell aufgelöst. Die einzelnen Mitglieder gaben sich ihrer Soloprojekte hin. 1998 wurden die ehemaligen Mitglieder gebeten, am Furthur Festival in Vermont teilzunehmen und aufzutreten. Da man jedoch den Namen Grateful Dead offiziell abgelegt hatte und nicht wieder annehmen wollte, wurde die Gruppe The Other Ones gegründet und von den Veranstaltern als Headliner angekündigt.
Im Jahr 2000 trat Bill Kreutzmann ein, der ehemals in Grateful Dead gespielt hat, da Phil Lesh die Gruppe verließ. 2002 kam Phil Lesh zurück und dafür verließ Bruce Hornsby die Band. Im Laufe der Zeit wechselten die Besetzung der Band oft und Musiker wie Mark Karan, Steve Kimock, John Molo, Dave Ellis, Alphonso Johnson, Jimmy Herring, Rob Barraco, Jeff Chimenti und Susan Tedeschi spielten in der Gruppe. 2003 wurde die Band offiziell in The Dead umbenannt.
The Other Ones setzten den Stil von Grateful Dead weiter fort, indem sie auf den Konzerten die Grateful-Dead-Lieder spielten und weiterhin auf der Bühne improvisierten. Ein Höhepunkt des kurzen Bestehens unter diesem Bandnamen war das Furthur Festival in Vermont 1998, ab dem sie jährlich teilnahmen. Hierzu wurde 1999 eine Doppel-CD mit dem Namen The Strange Remain (Arista Records) veröffentlicht, welche durchschnittliche bis gute Kritiken bekommen hatte. Neben den Furthur Festival fanden drei größere Tourneen im Zweijahresabstand innerhalb der USA statt (1998, 2000, 2002).

## Diskografie
- 1999: The Strange Remain Doppel-CD